# Троицкая церковь (Тула)
Троицкая церковь — православный храм в Туле, разрушенный в советское время. Находилась на месте, где от улицы Советской начинается современный мост, соединяющий Центральный и Пролетарский районы.

## История
Троицкий приход образовался примерно в последней четверти XVII века. Каменное здание Троицкой церкви взамен деревянного было построено в 1738 году; позже появился придел во имя преподобных Антония и Феодосия, а над западной папертью — колокольня. В 1762 году храм подвергся существенной перестройке, а в 1772 году сооружена новая колокольня. Финансировал эти работы купец I гильдии Герасим Стефанович Сушкин (1700—1774).
Следующая серьезная перестройка произошла в 1819 году — была расширена трапезная с приделом Антония и Феодосия Печерских и устроен новый придел во имя иконы Божией Матери «Знамение». Старую колокольню разобрали и в 1821 году выстроили новую с 8 колоколами, отдельно от трапезной, по рисунку архитектора Козьмы Сокольникова. В 1842 году был перестроен главный алтарь храма. Троицкая церковь соединяла в себе черты двух архитектурных стилей: барокко конца XVIII века и классицизма начала XIX века.
В храме имелось несколько древних икон «греческого письма» — Святой Троицы, Спаса Нерукотворного. Очень древним и чтимым был образ «Знамение» Пресвятой Богородицы. При церкви имелась часовня. В приходе действовала приходская школа, открытая в 1894 году.
После Октябрьской революции храм более 10 лет оставался действующим. В 1928 году снесли колокольню Троицкой церкви, так как на мешала движению по строящемуся в то время мосту, связавшему Центральный и Пролетарский районы города. Церковь была закрыта на основании постановления Тулгубисполкома от 24 января 1929 года. Снесли её после решения совещания при президиуме Тульского горсовета от 24 февраля 1930 года, в котором Центральному рабочему кооперативу предписывалось немедленно освободить Троицкую церковь, занятую этой организацией под склад мясом, и принять меры к ускорению её разборки.